# 3086 Kalbaugh
3086 Kalbaugh eller 1980 XE är en asteroid i huvudbältet som upptäcktes den 4 december 1980 av den amerikanske astronomen Edward L.G. Bowell vid Anderson Mesa Station. Den är uppkallad efter Carroll Kalbaugh Liller.
Den tillhör asteroidgruppen Hungaria.